# Catedral de San Vicente (Chalon-sur-Saône)
La catedral de San Vicente o simplemente catedral de Chalon-sur-Saône (en francés: Cathédrale Saint-Vincent de Chalon-sur-Saône) es una iglesia católica de Francia, antigua catedral suprimida en la Revolución y uno de los principales monumentos de la ciudad de Chalon-sur-Saône (departamento de Saona y Loira, en la región de Borgoña-Franco Condado).

## Historia
El origen de esta catedral es muy vago. Algunas fuentes mencionan los siglos IV y V. Lo que se sabe es que la primera iglesia fue construida sobre la antigua muralla galo-romana y que ocupaba el sitio de un antiguo templo. Y esto es confirmado por el descubrimiento de una estatua votiva de Mercurio en el santuario de la catedral en 1776, un altar dedicado a un dios pagano en 1850 y presuntas efigies de Marco Aurelio encontrados en 1908.
La iglesia primitiva de San Agrícola fue ampliada, destruida por los sarracenos y reconstruida por Carlomagno. La iglesia que hasta entonces estaba bajo el patrocinio de San Esteban se colocó, en 542, bajo el patrocinio de San Vicente.
De hecho, se cree que la catedral fue construida entre 1090 y 1522. La catedral San Vicente de Chalon-sur-Saône es un monumento desde 1903, y las dos torres, fueron también clasificadas como monumentos históricos desde el 25 de noviembre de 1991 (más de 2 millones de euros se han gastado desde 1984 para su restauración).

## Véase también

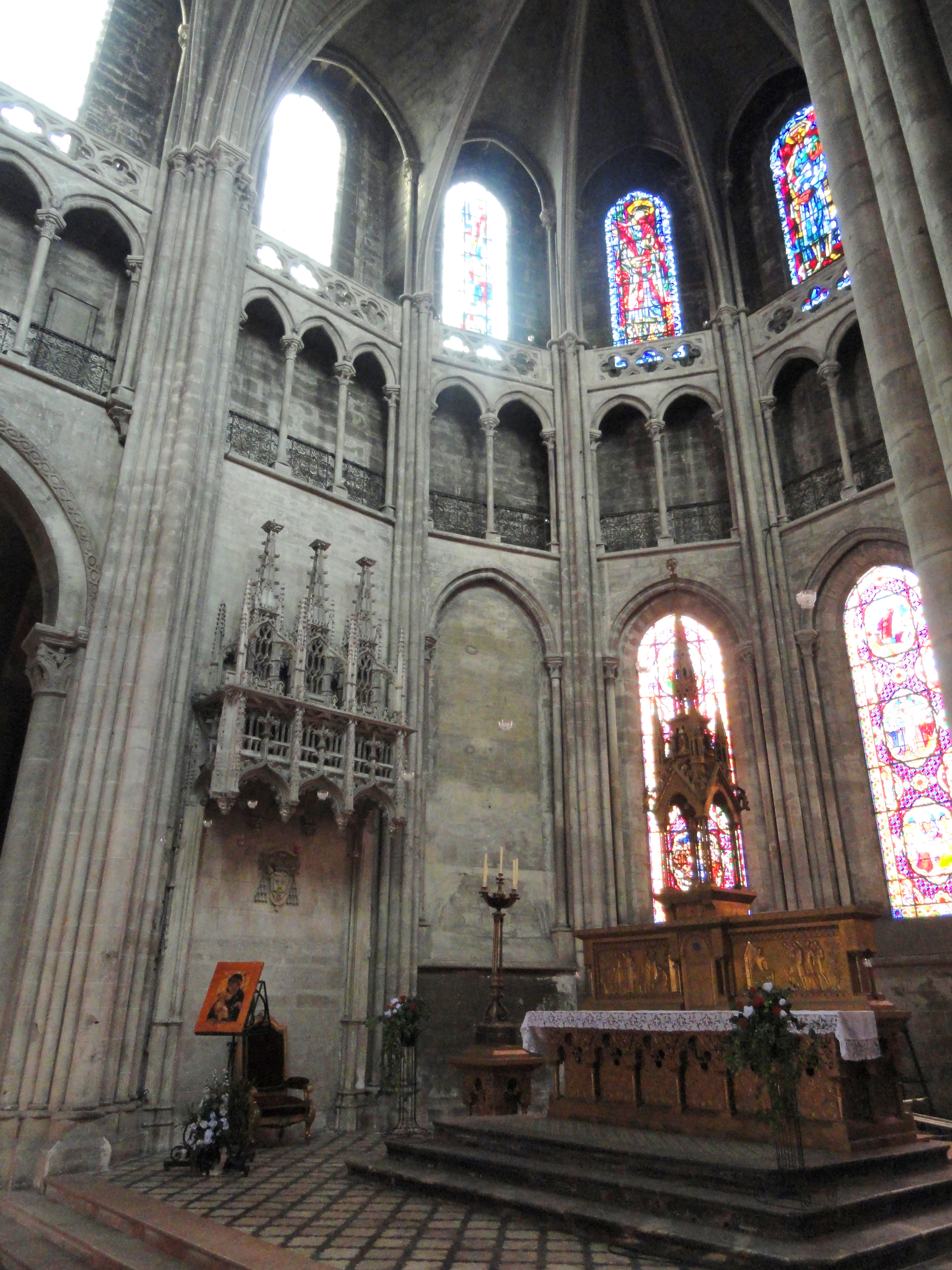
Vista interna